# Pachyballus variegatus
Pachyballus variegatus är en spindelart som beskrevs av Roger de Lessert 1925. Pachyballus variegatus ingår i släktet Pachyballus och familjen hoppspindlar. Inga underarter finns listade i Catalogue of Life.